# 五桂镇
五桂镇，是中华人民共和国重庆市潼南区下辖的一个乡镇级行政单位。

## 行政区划
五桂镇下辖以下地区：
长岭村、倒狮村、东南村、高碑村和方坡村。